# Intuicija
Intuicija (lat. intuitio gledanje, zrenje) uvid neposredno, izravno shvaćanje, spoznavanje; sposobnost da neposredno zahvatimo i jednim aktom uvidimo cjelinu i njezine dijelove, da bez diskurzivnog mišljenja izravno spoznamo i dokučimo bit nekog predmeta. 

## Tumačenja
Intuitivna je spoznaja načelno suprotna pojmovnom, razumskom razmatranju ili intelektualnoj refleksiji, ali se ne isključuju granični dodiri obiju, često uzajamno isprepletenih sfera (Arhimedova heureka).
Platon, Descartes, Locke, Fichte, Schelling, Schopenhauer,  Bergson i mnogi drugi filozofi shvaćali su i tumačili intuiciju vrlo različito pa je stoga taj pojam u povijesti filozofije često mnogoznačan i neodređen. Značenje je inuticije osobito veliko u mističkim i idealističkim filozofijama i životnim filozofijama. U estetici osobito kod Benedetta Crocea pod intuicijom se često razumijeva specifičan način umjetničkog sagledanja stvarnosti iz kojega nastaje umjetničko djelo. Po Croceu logičko, pojmovno, ne može bez intuitivnog, a intuitivno, estetsko može postojati bez logičkog, znanstvenog. Husserl ističe da osim empirijske intuicije kojom spoznajemo pojedinačne predmete, postoji i eideteska intuicija, kojom se sagledavaju čiste biti. 
Intuicija je česta tema istraživanja i u psihologiji. Intuicijom se može zvati ili se često povezuju pojmovi kao što su šesto čulo, unutarnji glas, izvanosjetilno opažanje, podsvijest, nesvjesni um.
Carl Gustav Jung, švicarski psiholog, smatra da je intuicija jedna od četiri psihičke funkcije, smatra ju iracionalnom i predstavlja instinkivno shvaćanje. Psiholog Gary Klein tvrdi da 90% kritičnih odluka donosimo na temelju intuicije. U psihologiji se također smatra da intuicija uključuje mogućnost prema kojoj se može saznati valjano rješenje za probleme i odluke. 
Neki intuiciju promatraju s paranormalnog stajališta kao Dr. Hans Holzer, profesor parapsihologije, istraživač paranormalnog.
"Neporecive činjenice i godine i godine eksperimentiranja čvrsto su me uvjerili da postoji svijet, koji ja zovem drugom stranom. To nije ni raj niti pakao, nego svijet koji se nalazi ovdje, oko nas, ali na drugoj razini - drugoj razini vibracija, drugačijoj razini postojanja. U njemu su ljudi koji su u ovoj razini postojanja preminuli, a u drugom svijetu imaju zadaću komunicirati s nama. Način na koji nas oni savjetuju, vode i upozoravaju nas je kroz šesto čulo odnosno intuiciju."